# Čemerska planina
Čemerska planina je planina u BiH. Nalazi se u sjeverozapadnom dijelu Vrhbosanske županije, u općini Ilijašu. Najviši vrh je na 1466 metara nadmorske visine. Nalazi se 30 kilometara od Sarajeva. 

## Ime
Najviši vrh Dernek zove se po tome što je mjesno stanovništvo godišnje na tom mjestu održavalo teferič. Srbi su ga održavali na Trojčindan.

## Zemljopisni položaj
Proteže se u pravcu sjeveroistok - jugozapad, od Okruglice i Nišića do Semizovca i Ilijaša. Planina je duga oko 45 kilometara. Cijelom se dužinom proteže kanjon rijeke Misoče sa zapadne strane i rijeke Ljubine s istočne strane. Naročito je slikovit kanjon Misoče koji je proglašen zaštićenim područjem. Ljepote ovog kanjona su jedinstvene i predstavljaju pravi biser prirode. Padine kanjona su strme a ponegdje i okomite, visinske razlike od preko 700 metara i izuzetno bogate florom i faunom. Planinski dio, od kanjona do vrha planine obiluje velikim brojem livada, blagih padina s crnogoričnim i listopadnim šumama, u kojima se nalazi veliki broj izvora pitke vode.
Morfološki, planina je krška jer ju odlikuju uvale i vrtače, kao i pećine i kanjoni dviju rijeka. Na Čemerskoj planini postoji i rijeka ponornica. Od važnijih naselja tu su smješteni Čemerno, Čemernica i Karaula s više zaselaka. U ovim selima je živjelo isključivo srpsko stanovništvo. Nakon pokolja koji se zbio 10. lipnja 1992. godine sela su ostala potpuno pusta, spaljena i uništena. Danas je ovo područje ostalo pusto planinsko, nenaseljeno mjesto, idealno za izlete, obilaske prirodnih ljepota ovog kraja u mnogo organiziranijem obliku.